# Filmografia Judy Garland

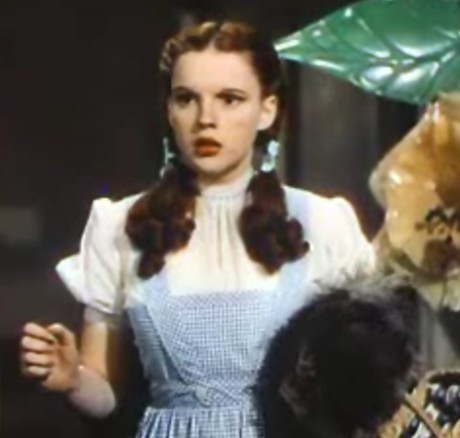
Judy Garland jako Dorotka Gale w Czarnoksiężniku z Oz; w roli, z którą jest najczęściej identyfikowana

W karierze, która trwała ponad 40 lat, Judy Garland występowała w filmach, radiu, telewizji i na estradzie. Pojawiła się w ponad czterdziestu filmach. Była nominowana do kilku Oscarów i Złotych Globów; otrzymała Academy Juvenile Award oraz jeden Złoty Glob. Jej kariera filmowa została przerwana w 1950 roku (kiedy zwolniono ją ze studia MGM, po tym jak okazało się, że jest niezdolna do ukończenia kilku filmów), ale w 1954 roku wróciła na ekrany w Narodzinach gwiazdy i kontynuowała występy w filmach do 1963 roku.
Od 1955 roku Garland pojawiała się w telewizji w wielu wydaniach specjalnych, począwszy od występu w pierwszym odcinku Ford Star Jubilee. Sukces, jaki osiągnęły te wydania specjalne, skłonił władze stacji CBS do zaoferowania Garland prowadzenia własnego, regularnego programu telewizyjnego. The Judy Garland Show miał premierę w 1963 roku. Mimo że program został dobrze przyjęty przez krytykę, nie odniósł sukcesu we wskaźniku oglądalności Nielsena, gdyż został umieszczony w tym samym czasie antenowym co serial Bonanza, który był wówczas jedną z najpopularniejszych audycji telewizyjnych. The Judy Garland Show został anulowany po pierwszym sezonie, ale zarówno Garland, jak i jej program zostali nominowani do nagród Emmy.
Garland wystąpiła w setkach audycji radiowych. Rozpoczęła je w latach działalności w The Gumm Sisters. Między 1935 a 1953 rokiem Garland pojawiła się w ponad 250. programach radiowych. Tworzyła słuchowiska, wykonywała piosenki ze swojego (i innych artystów) repertuaru, promowała nadchodzące filmy z jej udziałem. Okres częstych występów radiowych nastąpił w okresie II wojny światowej, gdy służyła dla United Service Organizations (była jedną z pierwszych artystek, które zaczęły występować dla żołnierzy). Wiele z tych audycji nagrywano na płyty i wysyłano do amerykańskich żołnierzy walczących poza granicami Stanów Zjednoczonych.

## Filmografia
| Rok  | Tytuł                                           | Rola                                 | Gatunek                                   | Wytwórnia                           | Reżyser                                        | Uwagi | Źródło        |
| ---- | ----------------------------------------------- | ------------------------------------ | ----------------------------------------- | ----------------------------------- | ---------------------------------------------- | --- | ------------- |
| 1929 | The Big Revue                                   | Członek zespołu The Gumm Sisters     | Krótkometrażowy, muzyczny                 | Mayfair Pictures Corp.              | –                                              | Debiut ekranowy Frances Gumm.                                                                                                  | [ 13 ] [ 14 ] |
| 1930 | A Holiday in Storyland                          | Członek Vitaphone Kiddies            | Krótkometrażowy, muzyczny                 | Vitaphone Corporation               | Roy Mack                                       | Pierwszy solowy występ. Film zaginiony.                                                                                        | [ 15 ] [ 16 ] |
| 1930 | The Wedding of Jack and Jill                    | Członek Vitaphone Kiddies            | Krótkometrażowy, muzyczny                 | Vitaphone Corporation               | Roy Mack                                       | Film zaginiony. | [ 17 ]        |
| 1930 | Bubbles                                         | Członek Vitaphone Kiddies            | Krótkometrażowy, muzyczny, fantasy        | Vitaphone Corporation               | Roy Mack                                       | Film odnaleziono w Bibliotece Kongresu USA.                                                                                    | [ 18 ] [ 19 ] |
| 1935 | La Fiesta de Santa Barbara                      | Członek zespołu The Garland Sisters  | Krótkometrażowy, muzyczny                 | Metro-Goldwyn-Mayer                 | Louis Lewyn                                    | Pierwszy film Garland nakręcony w 3-stopniowym Technicolorze; ostatni wspólny film sióstr Garland.                             | [ 20 ] [ 21 ] |
| 1936 | W każdą niedzielę Every Sunday                  | Judy                                 | Krótkometrażowy, muzyczny                 | MGM                                 | Felix E. Feist                                 | Pierwszy film po podpisaniu kontraktu z MGM.                                                                                   | [ 22 ] [ 23 ] |
| 1936 | Pigskin Parade                                  | Sairy Dodd                           | Musical, sportowy                         | 20th Century-Fox                    | David Butler                                   | Film powstały podczas jedynego w karierze wypożyczenia, do 20th Century-Fox; jej pierwszy film pełnometrażowy.                 | [ 24 ]        |
| 1937 | Broadway Melody of 1938                         | Betty Clayton                        | Musical, romans                           | MGM                                 | Roy Del Ruth                                   | | [ 25 ]        |
| 1937 | Mały dżentelmen Thoroughbreds Don't Cry         | Cricket West                         | Komediodramat, musical                    | MGM                                 | Alfred E. Green                                | Pierwszy film z Mickeyem Rooneyem.                                                                                             | [ 26 ]        |
| 1937 | MGM Christmas Trailer                           | Cameo                                | Krótkometrażowy, muzyczny                 | MGM                                 | –                                              | Śpiewa kolędę „Cicha noc” wraz z chórem; bożonarodzeniowy trailer MGM.                                                         | [ 27 ]        |
| 1938 | Everybody Sing                                  | Judy Bellaire                        | Komedia, musical, romans                  | MGM                                 | Edwin L. Marin                                 | | [ 28 ]        |
| 1938 | Andy Hardy zakochany Love Finds Andy Hardy      | Betsy Booth                          | Komedia romantyczna                       | MGM                                 | George B. Seitz                                | | [ 29 ]        |
| 1938 | Niesforna dziewczyna Listen, Darling            | Pinkie Wingate                       | Komediodramat, familijny, musical, romans | MGM                                 | Edwin L. Marin                                 | | [ 30 ]        |
| 1939 | Czarnoksiężnik z Oz The Wizard of Oz            | Dorotka Gale                         | Przygodowy, familijny, fantasy, musical   | MGM                                 | Victor Fleming                                 | Academy Juvenile Award | [ 31 ]        |
| 1939 | Babes in Arms                                   | Patsy Barton                         | Komedia, musical                          | MGM                                 | Busby Berkeley                                 | | [ 32 ]        |
| 1940 | If I Forget You                                 | Cameo                                | Krótkometrażowy, muzyczny                 | MGM                                 | –                                              | Hołd złożony Willowi Rogersowi.                                                                                                | [ 33 ]        |
| 1940 | Andy Hardy Meets Debutante                      | Betsy Booth                          | Komedia, familijny, romans                | MGM                                 | George B. Seitz                                | | [ 34 ]        |
| 1940 | Strike Up the Band                              | Mary Holden                          | Komedia, musical, romans                  | MGM                                 | Busby Berkeley                                 | | [ 35 ]        |
| 1940 | Little Nellie Kelly                             | Nellie Kelly, Little Nellie Kelly    | Komedia, familijny, musical               | MGM                                 | Norman Taurog                                  | | [ 36 ]        |
| 1941 | Kulisy wielkiej rewii Ziegfeld Girl             | Susan Gallagher                      | Musical, romans                           | MGM                                 | Robert Z. Leonard, Busby Berkeley              | | [ 37 ]        |
| 1941 | Life Begins for Andy Hardy                      | Betsy Booth                          | Komedia, muzyczny, romans                 | MGM                                 | George B. Seitz                                | | [ 38 ]        |
| 1941 | Laski na Broadwayu Babes on Broadway            | Penny Morris                         | Komedia, musical, romans                  | MGM                                 | Busby Berkeley, Vincente Minnelli              | | [ 40 ]        |
| 1942 | We Must Have Music                              | Cameo                                | Krótkometrażówka, muzyczny                | MGM                                 | –                                              | Film zawiera wyciętą scenę z Kulis wielkiej rewii.                                                                             | [ 41 ]        |
| 1942 | Dla mnie i mojej dziewczyny For Me and My Gal   | Jo Hayden                            | Musical, romans                           | MGM                                 | Busby Berkeley                                 | | [ 42 ]        |
| 1943 | Presenting Lily Mars                            | Lily Mars                            | Komedia, musical, romans                  | MGM                                 | Norman Taurog                                  | | [ 43 ]        |
| 1943 | Thousands Cheer                                 | Cameo                                | Komediodramat, musical, romans            | MGM                                 | George Sidney                                  | | [ 44 ]        |
| 1943 | Zwariowana dziewczyna Girl Crazy                | Ginger Gray                          | Komedia, musical, romans                  | MGM                                 | Norman Taurog, Busby Berkeley                  | | [ 45 ]        |
| 1944 | Spotkamy się w St. Louis Meet Me in St. Louis   | Esther Smith                         | Familijny, musical, romans                | MGM                                 | Vincente Minnelli                              | | [ 46 ]        |
| 1945 | Pod zegarem The Clock                           | Alice Mayberry                       | Melodramat                                | MGM                                 | Vincente Minnelli                              | | [ 47 ]        |
| 1945 | Rewia na Broadwayu Ziegfeld Follies             | Cameo                                | Komedia, musical                          | MGM                                 | Roy Del Ruth, Vicente Minnelli                 | | [ 48 ]        |
| 1946 | Dziewczęta Harveya The Harvey Girls             | Susan Bradley                        | Komedia, musical, western                 | MGM                                 | George Sidney                                  | | [ 49 ]        |
| 1946 | Burzliwe życie Kerna Till the Clouds Roll By    | Marilyn Miller                       | Biograficzny, musical                     | MGM                                 | Richard Whorf, Vicente Minnelli, George Sidney | | [ 50 ]        |
| 1948 | Pirat The Pirate                                | Manuela Alva                         | Przygodowy, komedia, musical, romans      | MGM                                 | Vicente Minnelli                               | | [ 51 ]        |
| 1948 | Parada wielkanocna Easter Parade                | Hannah Brown                         | Musical, romans                           | MGM                                 | Charles Walters                                | | [ 52 ]        |
| 1948 | Słowa i muzyka Words and Music                  | Cameo                                | Biograficzny, komedia, musical            | MGM                                 | Norman Taurog                                  | | [ 53 ]        |
| 1949 | Dziewczyna z Chicago In the Good Old Summertime | Veronica Fisher                      | Komedia, musical, romans                  | MGM                                 | Robert Z. Leonard, Buster Keaton               | | [ 54 ]        |
| 1950 | Summer Stock                                    | Jane Falbury                         | Musical, romans                           | MGM                                 | Charles Walters                                | Ostatni film dla Metro-Goldwyn-Mayer.                                                                                          | [ 55 ]        |
| 1954 | Narodziny gwiazdy A Star Is Born                | Vicki Lester (Esther Blodgett)       | Muzyczny, melodramat                      | Transcona Enterprises, Warner Bros. | George Cukor                                   | Złoty Glob dla najlepszej aktorki w filmie komediowym lub musicalu, Nominacja – Oscar dla najlepszej aktorki pierwszoplanowej. | [ 56 ]        |
| 1960 | Pepe                                            | Wokalistka śpiewająca w radiu; cameo | Komedia, muzyczny                         | Columbia Pictures                   | George Sidney                                  | Wykonuje jedną piosenkę. | [ 57 ]        |
| 1961 | Wyrok w Norymberdze Judgment at Nuremberg       | Irene Hoffman Wallner                | Dramat, historyczny                       | United Artists                      | Stanley Kramer                                 | Nominacja – Oscar dla najlepszej aktorki drugoplanowej, Nominacja – Złoty Glob dla najlepszej aktorki drugoplanowej.           | [ 58 ]        |
| 1962 | Gay Purr-ee                                     | Mewsette (dubbing)                   | Animowany, familijny, muzyczny            | UPA, Warner Bros.                   | Abe Levitow                                    | Jedyny film animowany w jej karierze.                                                                                          | [ 59 ] [ 60 ] |
| 1963 | Dziecko czeka A Child is Waiting                | Jean Hansen                          | Dramat                                    | United Artists                      | John Cassavetes                                | | [ 61 ]        |
| 1963 | I dalej będę śpiewać I Could Go On Singing      | Jenny Bowman                         | Dramat, muzyczny                          | Barbican Films, United Artists      | Ronald Neame                                   | Jedyny film nakręcony poza granicami USA. Ostatni film w jej życiu.                                                            | [ 62 ]        |

Objaśnienie:     – film z Mickeyem Rooneyem, jej wielokrotnym partnerem ekranowym. 

### Filmy nieukończone
Lista zawiera filmy, w których wystąpić miała Garland, ale z powodu złego stanu zdrowia, spóźnień i nieobecności na planie zdjęciowym została z nich zwolniona, a w jej miejsce zaangażowano inną aktorkę. 
| Rok  | Tytuł                                          | Rola          | Zastąpiona przez | Gatunek                                                        | Wytwórnia                  | Reżyser                                        | Źródło        |
| ---- | ---------------------------------------------- | ------------- | ---------------- | -------------------------------------------------------------- | -------------------------- | ---------------------------------------------- | ------------- |
| 1948 | Przygoda na Broadwayu The Barkleys of Broadway | Dinah Barkley | Ginger Rogers    | Komedia, musical                                               | MGM                        | Charles Walters                                | [ 63 ] [ 64 ] |
| 1949 | Rekord Annie Annie Get Your Gun                | Annie Oakley  | Betty Hutton     | Biograficzny, komedia, musical, familijny, melodramat, western | MGM                        | George Sidney, Busby Berkeley, Charles Walters | [ 65 ] [ 66 ] |
| 1950 | Królewskie wesele Royal Wedding                | Ellen Bowen   | Jane Powell      | Komedia, musical, melodramat,                                  | MGM                        | Stanley Donen                                  | [ 67 ] [ 68 ] |
| 1967 | Dolina lalek Valley of the Dolls               | Helen Lawson  | Susan Hayward    | Melodramat, muzyczny                                           | Red Lion, 20th Century-Fox | Mark Robson                                    | [ 69 ] [ 70 ] |

## Telewizja
Kluczowe występy telewizyjne Garland:
| Data                             | Tytuł                                                      | Stacja TV | Uwagi |
| -------------------------------- | ---------------------------------------------------------- | --------- | --- |
| 24 września 1955                 | Ford Star Jubilee                                          | CBS       | Występ w pierwszym odcinku pierwsza w pełni kolorowej audycji telewizji CBS. Program otrzymał nagrodę Emmy. |
| 8 kwietnia 1956                  | General Electric Theater                                   | CBS       | Półgodzinny występ gościnny w ramach trzyletniej umowy Garland z CBS o wartości 300 tys. dolarów. Jak się okazało, był to jedyny tego typu recital, ponieważ relacje między nią i jej ówczesnym mężem Sidem Luftem a CBS uległy zepsuciu z powodu konfliktu o planowaną formę nadchodzących występów. |
| 25 lutego 1962                   | The Judy Garland Show                                      | CBS       | Wydanie specjalne; gośćmi prowadzonego przez nią programu byli Frank Sinatra i Dean Martin. |
| 19 marca 1963                    | Judy Garland and Her Guests Phil Silvers and Robert Goulet | CBS       | Ostatnie z wydań specjalnych. |
| 29 września 1963 - 29 marca 1964 | The Judy Garland Show                                      | CBS       | Jedyny cykliczny (cotygodniowy), autorski program telewizyjny Garland. Anulowany po pierwszym sezonie (26. odcinkach). Garland i program nominowano do nagród Emmy. |
| 1 grudnia 1964                   | Judy and Liza at the Palladium                             | ITV       | Transmisja listopadowych koncertów z Lizą Minnelli. |
| 19 stycznia 1969                 | Sunday Night at the London Palladium                       | ITV       | Koncert z London Palladium. |